# Біленченківка
Біленче́нківка — село в Україні, в Миргородському районі Полтавської області. Населення становить 776 осіб. Входить до складу Гадяцької міської громади
Після ліквідації Гадяцького району у липні 2020 року увійшло до Миргородського району.

## Географія
Село Беленченківка примикає до сіл Степаненки, Писарівщина та Островерхівка, за 2.5 км розташоване місто Гадяч.
По селу тече струмок, що пересихає із заґатою.
Поруч пролягає автомобільний шлях Т 1705.

## Історія
- 1840 — засноване як село Стешівщина.
- 1948 — перейменоване на Беленченківка.
- Село постраждало внаслідок геноциду українського народу, проведеного окупаційним урядом СССР 1923—1933 та 1946–1947 роках.
- До 2018 року орган місцевого самоврядування — Біленченківська сільська рада.

## Соціальна сфера
- Школа І-ІІ ст.

## Люди
В селі народилися:
- Липовець Карпо Андрійович( 1888 — пом. 23 липня 1938, Полтава)  — старшина української армії.
- Лукаш Олександр Анатолійович (1965—2016) — український військовий, учасник російсько-української війни.\
- Микитенко Борис Потапович (1939—2002) — український скульптор.